# Ртутьундекаиндий
Ртутьундекаиндий — неорганическое соединение
индия и ртути
с формулой In11Hg,
кристаллы.

## Получение
- Сплавление стехиометрических количеств чистых веществ:

{\displaystyle {\mathsf {Hg+11\;In\ {\xrightarrow {108^{o}C}}\ In_{11}Hg}}}

## Физические свойства
Ртутьундекаиндий образует кристаллы
кубической сингонии,

параметры ячейки a = 0,4695 нм
.
Соединение образуется по перитектической реакции при температуре 108 °C
и имеет широкую область гомогенности 78÷91 ат.% индия
.